# Aggregationsproblem
Während in der Mikroökonomie individuelles Verhalten von Unternehmen und Haushalten untersucht und mittels mikroökonomischer Funktionen beschrieben wird, werden in der Makroökonomie funktionale Zusammenhänge zwischen den aus mikroökonomischen Variablen zu makroökonomischen Variablen aggregierten Größen unterstellt. Das Aggregationsproblem besteht in der Frage, ob und wie mikroökonomische und makroökonomische Funktionen miteinander vereinbar sind. 

## Beispiel
Wird etwa auf der mikroökonomischen Ebene angenommen, dass die monetäre Konsumnachfrage {\displaystyle c_{i}} eines jeden Konsumenten i eine lineare Funktion seines Einkommens {\displaystyle y_{i}} ist, wird die makroökonomische Konsumnachfrage C als Summe aller {\displaystyle c_{i}} und das Volkseinkommen Y als Summe aller individuellen Einkommen {\displaystyle y_{i}} definiert, so stellt sich die Frage, ob es eine Funktion F gibt, so dass
(i) {\displaystyle c_{i}=a_{i}+b_{i}y_{i}} für alle i=1,...n, und
(ii) C=F(Y)
gleichzeitig gelten.
Im Allgemeinen ist dies nicht der Fall, da ein gegebener Wert von Y auf sehr unterschiedliche Weise unter den n Konsumenten aufgeteilt sein kann, was zu entsprechend unterschiedlichen Werten des aggregierten Konsums C führen würde. Bei nur zwei Konsumenten mit individuellen Konsumfunktionen {\displaystyle c_{1}=0,4y_{1}} und {\displaystyle c_{2}=0,6y_{2}} kann der aggregierte Konsum C für gegebenes aggregiertes Einkommen Y jeden Wert zwischen 0,4Y und 0,6Y annehmen, wenn nichts über die Verteilung von Y zwischen den beiden Konsumenten bekannt ist.